# (300073) 2006 UD207
(300073) 2006 UD207 es un asteroide perteneciente al cinturón de asteroides, descubierto el 23 de octubre de 2006 por el equipo del Spacewatch desde el Observatorio Nacional de Kitt Peak, Arizona, Estados Unidos.

## Designación y nombre
Designado provisionalmente como 2006 UD207.

## Características orbitales
2006 UD207 está situado a una distancia media del Sol de 3,044 ua, pudiendo alejarse hasta 3,589 ua y acercarse hasta 2,498 ua. Su excentricidad es 0,179 y la inclinación orbital 3,843 grados. Emplea 1940,01 días en completar una órbita alrededor del Sol.

## Características físicas
La magnitud absoluta de 2006 UD207 es 16,5. Tiene 3,739 km de diámetro y su albedo se estima en 0,035.